# Petrochelidon
Petrochelidon é um gênero de pássaros conhecido como andorinhas que nidificam em penhascos. O nome do gênero Petrochelidon vem das palavras gregas antigas petros, "rocha" e khelidon, "engolir" .
O gênero inclui todas as cinco espécies de aves comumente chamadas de andorinha do penhasco e contém as seguintes espécies:

## Espécies em ordem taxonômica
| Imagem | Nome comum                            | Nome científico            | Distribuição |
| ------ | ------------------------------------- | -------------------------- | --- |
|        | Andorinha-de-dorso-acanelado          | Petrochelidon pyrrhonota   | Canadá e Estados Unidos da América, países da América do Sul, como o sul do Brasil, Uruguai e partes da Argentina.                                                                          |
|        | andorinha-das-cavernas                | Petrochelidon fulva        | sudeste do Novo México, Texas, Flórida, Grandes Antilhas, partes do sul do México e ao longo da costa oeste da América do Sul.                                                              |
|        | andorinha-de-colarinho-castanho       | Petrochelidon rufocollaris | Equador e Peru. |
|        | Andorinha-do-penhasco-de-Preuss       | Petrochelidon preussi      | Benin, Burkina Faso, Camarões, República Centro-Africana, Chade, República do Congo, Costa do Marfim, Guiné Equatorial, Gana, Guiné, Guiné-Bissau, Mali, Níger, Nigéria, Serra Leoa e Togo. |
|        | Andorinha-de-garganta-vermelha        | Petrochelidon rufigula     | Angola, República do Congo, RDC, Gabão e Zâmbia. |
|        | Andorinha-do-penhasco-do-Mar-Vermelho | Petrochelidon perdita      | Sudão. |
|        | andorinha-sul-africana                | Petrochelidon spilodera    | Botsuana, República do Congo, República Democrática do Congo, Gabão, Lesoto, Malawi, Namíbia, África do Sul, Zâmbia e Zimbábue.                                                             |
|        | Andorinha com estrias                 | Petrochelidon fluvicola    | Afeganistão, Bangladesh, Índia, Nepal e Paquistão. |
|        | Fairy martin                          | Petrochelidon ariel        | Austrália, com algumas aves chegando à Nova Guiné e Indonésia. |
|        | martin de árvore                      | Petrochelidon nigricans    | Austrália, Nova Guiné, Indonésia a leste da Linha Wallace e Ilhas Salomão. |